# Liste der Straßen und Plätze in Omsewitz

Lage der Gemarkung Omsewitz in Dresden

Die Liste der Straßen und Plätze in Omsewitz beschreibt das Straßensystem im Dresdner Stadtteil Omsewitz mit den entsprechenden historischen Bezügen. Aufgeführt sind Straßen und Plätze, die im Gebiet der Gemarkung Omsewitz liegen. Kulturdenkmale in der Gemarkung Omsewitz sind in der Liste der Kulturdenkmale in Omsewitz aufgeführt.
Das Gebiet von Omsewitz ist seit 1991 den beiden statistischen Stadtteilen Gorbitz-Nord/Neuomsewitz (Nr. 97) und Briesnitz (Nr. 98) zugewiesen, die wiederum zum Stadtbezirk Cotta der sächsischen Landeshauptstadt Dresden gehören. Wichtigste Straßen in der Omsewitzer Flur sind die Warthaer Straße, die Gompitzer Straße und die Coventrystraße. Insgesamt gibt es in Omsewitz 45 benannte Straßen und Plätze, die in der folgenden Liste aufgeführt sind.

## Legende
Die nachfolgende Tabelle gibt eine Übersicht über die vorhandenen Straßen und Plätze im Ortsteil sowie einige dazugehörige Informationen. Im Einzelnen sind dies:
- Name/Lage: Aktuelle Bezeichnung der Straße oder des Platzes sowie unter ‚Lage‘ ein Koordinatenlink, über den die Straße oder der Platz auf verschiedenen Kartendiensten angezeigt werden kann. Die Geoposition gibt dabei ungefähr die Mitte der Straße an.
- Länge/Maße in Metern: Die in der Übersicht enthaltenen Längenangaben sind nach mathematischen Regeln auf- oder abgerundete Übersichtswerte, die in Google Earth mit dem dortigen Maßstab ermittelt wurden. Sie dienen eher Vergleichszwecken und werden, sofern amtliche Werte bekannt sind, ausgetauscht und gesondert gekennzeichnet. Bei Plätzen sind die Maße in der Form a × b dargestellt. Der Zusatz ‚im Stadtteil‘ bzw. ‚im Ortsteil‘ gibt an, wie lang die Straße innerhalb des Stadt-/Ortsteils ist, sofern sie durch mehrere Stadt-/Ortsteile verläuft.
- Namensherkunft: Ursprung oder Bezug des Namens.
- Jahr der Benennung: Zeitpunkt, zu dem die Straße ihren heute gültigen Namen erhielt (sofern bekannt).
- Anmerkungen: Weitere Informationen bezüglich anliegender Institutionen, der Geschichte der Straße, historischer Bezeichnungen, Baudenkmalen usw.
- Bild: Foto der Straße.

## Straßenverzeichnis
| Name/Lage                 | Länge/Maße | Namensherkunft                                        | Jahr der Benennung | Anmerkungen | Bild                 |
| ------------------------- | ---------- | ----------------------------------------------------- | ------------------ | --- | -------------------- |
| Adalbert-Stifter-Weg Lage |            | Adalbert Stifter                                      | 1945               | 1933–1945 Walter-Flex-Weg | Adalbert-Stifter-Weg |
| Altburgstädtel Lage       |            | Ortskern von Burgstädtel                              | 1931               | 1906–1931 Burgstädtler Straße. Die Häuser Nr. 7 und 18 stehen unter Denkmalschutz. | Altburgstädtel       |
| Altomsewitz Lage          |            | Ortskern von Omsewitz                                 | 1931               | Bis 1931 Dorfstraße. Die Häuser Nr. 2, 7, 9, 11, 12, 16 und 18 stehen unter Denkmalschutz. | Altomsewitz          |
| Am Lehmberg Lage          |            | Flurname Lehmberg                                     | 1931               | Auf Omsewitzer Flur bis 1931 Briesnitzer Straße, nach der Eingemeindung nach Dresden der Straße Am Lehmberg zugeschlagen | Am Lehmberg          |
| Am Querfeld Lage          |            | Flurname Querfeld                                     | 1931               | bis 1931 Grenzstraße, Gemarkungsgrenze zu Ockerwitz | Am Querfeld          |
| Am Steinigt Lage          |            | Flurname Steinigt                                     | 1931               | um 1905–1931 Podemuser Straße | Am Steinigt          |
| Brentanostraße Lage       |            | Clemens Brentano                                      | 1933               | | Brentanostraße       |
| Coventrystraße Lage       |            | Coventry                                              | 1993               | 1979 angelegt; bis 1993 Hermann-Matern-Straße, dann Umbenennung nach Dresdens Partnerstadt Coventry | Coventrystraße       |
| Forsythienstraße Lage     |            | Forsythien                                            | 1986               | Die Straße verläuft durch Gorbitz und Omsewitz. Auf Omsewitzer Flur befindet sich Wohnbebauung (WBS 70). Wegen starkem Leerstand wurden 2002–2003 mehrere Häuser abgerissen und andere im Zuge des Bauprojekts „Kräutersiedlung“ von sechs auf drei Etagen zurückgebaut und umfassend umgebaut. | Forsythienstraße     |
| Freiheit Lage             |            | unbekannt                                             | 1931               | bis 1931 Südstraße. Die Häuser Nr. 25 und 35 stehen unter Denkmalschutz. | Freiheit             |
| Ginsterstraße Lage        |            | Ginster                                               | 1986               | Wohnbebauung (WBS 70), ehemalige 140. Grundschule (aktuell Bauauslagerungsschule) und 141. Mittelschule (2006 geschlossen) | Ginsterstraße        |
| Gompitzer Straße Lage     |            | Gompitz                                               | um 1905            | | Gompitzer Straße     |
| Gorbitzer Straße Lage     |            | Gorbitz                                               | 1904               | bis 1904 Oberer Leichenweg. Das Haus Nr. 6 steht unter Denkmalschutz. | Gorpitzer Straße     |
| Hagebuttenweg Lage        |            | Hagebutte                                             | 1986               | Wohnbebauung (WBS 70) | Hagebuttenweg        |
| Harry-Dember-Straße Lage  |            | Harry Dember                                          | 1986               | auf der Ostseite Wohnbebauung (WBS 70) | Harry-Dember-Straße  |
| Harthaer Straße Lage      |            | Kurort Hartha                                         | 1986               | Wohnbebauung (WBS 70), Einkaufszentrum Dresden-Karree (ehemals Gorbitz-Center) | Harthaer Straße      |
| Kamillenweg Lage          |            | Kamillen                                              | 1986               | Die Straße war ursprünglich beidseitig mit sechsgeschossigen Wohngebäuden vom Typ WBS 70 bebaut. Wegen starkem Leerstand wurden 2002–2003 mehrere Häuser abgerissen und andere im Zuge des Bauprojekts „Kräutersiedlung“ von sechs auf drei Etagen zurückgebaut und umfassend umgebaut. Auf den frei gewordenen Grundstücken wurden 2017–2018 im Zuge des Bauprojekts „Kräuterterrassen“ Neubauten errichtet. | Kamillenweg          |
| Korianderweg Lage         |            | Echter Koriander                                      | 2012               | 2011 angelegt | Korianderweg         |
| Kresseweg Lage            |            | Kresse                                                | 1986               | Wohnbebauung (WBS 70) | Kresseweg            |
| Kümmelschänkenweg Lage    |            | Kümmelschänke                                         | 1924               | Anfang der 1920er Jahre angelegt. Das Haus Nr. 2 steht unter Denkmalschutz. | Kümmelschänkenweg    |
| Liebstöckelweg Lage       |            | Liebstöckel                                           | 2009               | 2009 angelegt | liebstöckelweg       |
| Lise-Meitner-Straße Lage  |            | Lise Meitner                                          | 1993               | 1986–1993 Olga-Körner-Straße | Lise-Meitner-Straße  |
| Lotte-Meyer-Straße Lage   |            | Lotte Meyer                                           | 2018               | Wohnbebauung | Lotte-Meyer-Straße   |
| Martin-Opitz-Straße Lage  |            | Martin Opitz                                          | 1933               | 1933 angelegt | Martin-Opitz-Straße  |
| Maulbeerenstraße Lage     |            | Maulbeeren                                            | 1986               | Wohnbebauung (WBS 70) | Maulberrenstraße     |
| Melisseweg Lage           |            | Melisse                                               | 1986               | setzt sich nach Osten als namenloser Fußweg parallel zur Coventrystraße bis zur Gottfried-Keller-Straße fort | Melisseweg           |
| Mühlenblick Lage          |            | Leutewitzer Windmühle                                 | 1995               | Wohnbebauung | Mühlenblick          |
| Neuburgstädtel Lage       |            | Burgstädtel                                           | 1995               | Wohnbebauung | Neuburgstädtel       |
| Ockerwitzer Straße Lage   |            | Ockerwitz                                             | 1911               | Die Straße verläuft durch Cotta und Leutewitz und als Fußweg durch Omsewitz. Sie wurde 1881 als Leutewitzer Straße angelegt und 1898 zunächst in Brauerstraße umbenannt. 1904 wurde sie zuerst in Cotta und 1911 auch in Leutewitz (und Omsewitz) in Ockerwitzer Straße umbenannt. | Ockerwitzer Straße   |
| Omsewitzer Grund Lage     |            | Tal des Omsewitzer Abzugsgrabens                      | 1935               | Verbindungsweg zwischen den historischen Dorfkernen von Omsewitz und Leutewitz; auf Leutewitzer Flur Straße und auf Omsewitzer Flur Fußweg; der heutige Name ist erstmals 1935 belegt | Omsewitzer Grund     |
| Omsewitzer Höhe Lage      |            | Lage auf einer Anhöhe                                 | 1936               | Wohnbebauung | Omsewitzer Höhe      |
| Omsewitzer Ring Lage      |            | Omsewitz                                              | 1979               | Der Omsewitzer Ring liegt größtenteils auf Gorbitzer Flur. Zu Omsewitz gehört nur ein sehr kurzes Stück unmittelbar an der Kreuzung mit der Coventrystraße. | Omsewitzer Ring      |
| Reuningstraße Lage        |            | Theodor Reuning                                       | 1936               | | Reuningstraße        |
| Roitzscher Straße Lage    |            | Roitzsch                                              | 1953               | ursprünglich Siedlerstraße, 1953 umbenannt | Roitzscher Straße    |
| Sanddornstraße Lage       |            | Sanddorn                                              | 1986               | Wohnbebauung (WBS 70) | Sanddornstraße       |
| Schlehenstraße Lage       |            | Schlehdorn                                            | 1986               | Die Straße war auf der Südseite ursprünglich mit mehreren Wohngebäuden vom Typ WBS 70 bebaut. Wegen starkem Leerstand wurden 2002–2003 die beiden westlichen Häuser 21 und 23 im Zuge des Bauprojekts „Kräutersiedlung“ von sechs auf vier Etagen zurückgebaut und umfassend umgebaut. Die komplette östliche Wohnbebauung wurde abgerissen. 2018–2020 wurden im Zuge des Bauprojekts Kräuterterrassen am Ostende der Straße Neubauten errichtet. Am Ostende der Straße befindet sich seit den 1990er Jahren ein Ärztehaus. | Schlehenstraße       |
| Schöne Aussicht Lage      |            | Aussicht auf den Omsewitzer Dorfkern und nach Gorbitz | 1924               | | Schöne Aussicht      |
| Steinbacher Straße Lage   |            | Steinbach                                             | 1904               | Westteil der ehemaligen Steinstraße, 1904 umbenannt (der Ostteil heißt seitdem Pennricher Straße) |                      |
| Talweg Lage               |            |                                                       |                    | Fußweg; Gemarkungsgrenze zu Ockerwitz | Talweg               |
| Thymianweg Lage           |            | Thymian                                               | 1986               | Die Straße war ursprünglich beidseitig mit Wohngebäuden vom Typ WBS 70 bebaut. Wegen starkem Leerstand wurde 2004 die komplette Bebauung abgerissen. Auf den frei gewordenen Grundstücken wurden 2017–2019 im Zuge des Bauprojekts „Kräuterterrassen“ Neubauten errichtet. | Thymianweg           |
| Warthaer Straße Lage      |            | Ober- und Niederwartha                                | 1931               | Die Straße verläuft durch Cotta, Briesnitz, Leutewitz und Omsewitz. 1904 wurde sie in Cotta und 1926 in Leutewitz in Warthaer Straße umbenannt. In Omsewitz hieß sie seit den 1890er Jahren Ockerwitzer Straße und wurde 1931 im Zuge der Eingemeindung nach Dresden hier ebenfalls umbenannt. Die Häuser Nr. 81 und 87 stehen unter Denkmalschutz. | Warthaer Straße      |
| Weststraße Lage           |            |                                                       | 1931               | |                      |
| Wolfszug Lage             |            | Flurname Wolfszug                                     | 1913               | Die Straße beginnt in Briesnitz und setzt sich nach Westen als Fußweg fort. Am Westende des Wegs verläuft die Gemarkungsgrenze zwischen Briesnitz und Omsewitz. |                      |
| Ziegeleistraße Lage       |            | ehemalige Ziegelei                                    | 1923               | Anfang der 1920er Jahre angelegt, 1928/29 entstand eine Siedlung, 1936 wurde die Straße westlich über die Freiheit hinaus verlängert. | Ziegeleistraße       |
| Zschonerblick Lage        |            | Zschonergrund                                         | 1994               | |                      |